# Sam Kerr (voetbalster, 1999)
Samantha Kerr (Falkirk, 17 april 1999) is een Schots voetbalspeelster. Ze speelt als middenvelder voor Liverpool LFC in de Super League.

## Clubcarrière
Kerr kwam in haar jeugd uit voor de voetbalacademie van Central Girls (voorheen Falkirk FC Girls). Ze trainde hier van haar twaalfde tot haar zestiende. In mei 2015 was ze aanvoerster van Graeme High School in de Schotse meisjescompetitie.
Kerr tekende in januari 2015 op zestienjarige leeftijd een contract bij Glasgow City. Hoofdtrainer van de club, Scott Booth, stelde dat Kerr een jonge speelster was met speciale kwaliteiten. In maart 2016 hielp ze de club door Glasgow Women FC te verslaan aan een plaats in de halve finale van de Scottish Women's Premier League Cup. Ze maakte onderdeel uit de selectie van Glasgow City dat voor de tiende maal op rij landskampioen van de Scottish Women's Premier League werd in 2016. Het was de eerste keer in het Schotse voetbal dat een club dit voor elkaar kreeg. In de daaropvolgende seizoenen werd ze nog drie keer kampioen. Ook behaalde ze de kwartfinales van de Champions League 2019/20.
In december 2020 tekende Kerr een contract, waarmee ze vanaf het seizoen 2021/22 de overstap maakte naar competitiegenoot Rangers WFC. Teamgenote Kirstu Howat maakte dezelfde overstap. Ze maakte voor Rangers in het seizoen 2021/22 het eerste doelpunt van de club in het Ibrox Stadium in een overwinning op Aberdeen Kerr werd opgenomen in het PFA 'Schots voetbalteam van het jaar' en met Rangers werd ze voor het eerst in de clubgeschiedenis landskampioen, waarmee het de hegemonie van Glasgow City doorbrak.
Op 30 mei 2023 tekende Kerr een driejarig contract bij FC Bayern München. In haar debuutseizoen werd ze gelijk landskampioen met de Beierse club.
In de winterstop van het seizoen 2024/25 maakte Kerr op huurbasis de overstap naar Super League club Liverpool LFC. In juli 2025 tekende ze een contract bij Liverpool, waarmee ze de definitieve overstap maakte.

## Statistieken
| Seizoen | Club              | Land      | Competitie     | Wedstrijden | Doelpunten |
| ------- | ----------------- | --------- | -------------- | ----------- | ---------- |
| 2022/23 | Rangers WFC       | Schotland | Premier League | 28          | 6          |
| 2023/24 | FC Bayern München | Duitsland | Bundesliga     | 13          | 0          |
| 2024/25 | FC Bayern München | Duitsland | Bundesliga     | 7           | 0          |
| 2024/25 | Liverpool LFC     | Engeland  | Super League   | 11          | 0          |
| 2025/26 | Liverpool LFC     | Engeland  | Super League   | 0           | 0          |
| Totaal  | Totaal            | Totaal    | Totaal         | 59          | 6          |

Laatste update: 18 juli 2025

## Interlandcarrière
Kerr maakte haar debuut voor het Schots voetbalelftal op 4 maart 2020 tijdens de Pinatar Cup door in te vallen in de 77ste minuut van een wedstrijd tegen Oekraïne.